# Fahéjsav
A fahéjsav a legegyszerűbb aromás, telítetlen karbonsav. A természetben főként észterei alakjában található meg, de kisebb mennyiségben szabad állapotban is előfordul. Megtalálható a tolu- és a perubalzsamban, sokféle benzoingyantában és bizonyos illóolajokban. Megtalálható a kokaint kísérő mellékalkaloidok hidrolízistermékei közt is, a Z-izomerjével, az allofahéjsavval együtt.

## Cisz-transzizoméria
A fahéjsavnál szerkezete miatt fellép a cisz-transz (más néven geometriai) izoméria. Maga a vegyület cisz- vagy transz-módosulatú lehet. A transz-módosulat neve egyszerűen fahéjsav, a cisz-izomert allofahéjsavnak nevezik. A természetben főként a transz-módosulat található meg. Jelentős különbség van a két izomer savi disszociációállandójában, az allofahéjsav fél nagyságrenddel erősebb sav, mint a fahéjsav (pKs-ek értéke: fahéjsav: 4,44; allofahéjsav: 3,96). Az allofahéjsav légköri nyomáson végzett desztillációkor átizomerizálódik a stabilabb izomerré, fahéjsavvá. Mint általában a cisz-transz izomerekre, jellemző rájuk, hogy oldatban ultraibolya fénnyel megvilágítva átalakulnak egymásba egy adott egyensúlyi állapot eléréséig.

## Kémiai tulajdonságai
A fahéjsavra és az allofahéjsavra az α,β-telítetlen karbonsavak tulajdonságai a jellemzők. Könnyen telítődik hidrofahéjsavvá.
{\displaystyle \mathrm {C_{6}H_{5}{-}CH{=}CH{-}COOH+2\ H\rightarrow C_{6}H_{5}{-}CH_{2}{-}CH_{2}{-}COOH} }
Könnyen addícionál halogéneket is. Oxidáció hatására benzoesavvá bomlik le, dekarboxileződésekor sztirol keletkezik. Nitrálásakor körülbelül 60% 2-nitro-fahéjsav, 38% 4-nitro fahéjsav és csak 2% 3-nitro fahéjsav keletkezik.

## Felhasználása
A fahéjsav észtereit, a fahéjsav-metilésztert, a fahéjsav-etilésztert és a fahéjsav-benzilésztert az illatszeripar használja fel.

## Lásd még
- Fahéjalkohol
- Fahéjaldehid